# Tarascona
Tarascona (in francese Tarascon, in provenzale Tarascoun) è un comune francese di 13 293 abitanti situato nel dipartimento delle Bocche del Rodano della regione della Provenza-Alpi-Costa Azzurra.
Lo scrittore Alphonse Daudet vi ha ambientato i romanzi Tartarino di Tarascona (1872), Tartarino sulle Alpi (1885) e Porto Tarascona (1890).

## Geografia fisica

### Territorio
Tarascona è situata a 20 km a Sud di Avignone, a 15 km a nord di Arles, a 22 km ad est di Nîmes, nella bassa valle del Rodano, e si estende sulla riva sinistra del fiume, a breve distanza dalla catena montuosa delle Alpilles. Sulla riva opposta sorge la città di Beaucaire, di dimensioni simili. Il capoluogo comunale è anche capoluogo del cantone omonimo, comprendente, oltre Tarascona, i municipi di Boulbon, Mas-Blanc-des-Alpilles, Saint-Étienne-du-Grès e Saint-Pierre-de-Mézoargues.

### Clima
Non avendo la città una stazione meteorologica propria, si è presa come riferimento quella di Meynes, centro urbano posto a un'altitudine di 30 m s.l.m. e situato a Nord-Ovest di Tarascona, da cui dista solo 11 km in linea d'aria. Il clima della zona tarasconese è di tipo mediterraneo, con una temperatura media annua di 14,7 °C, con inverni relativamente umidi e miti (la temperatura media invernale è di circa 7 °C) ed estati calde, ma in genere non torride (la temperatura media estiva è di 22 °C - 23 °C circa) e asciutte. Durante i mesi invernali non sono rare le gelate mentre si producono con scarsa frequenza i fenomeni nevosi. Le precipitazioni sono quantitativamente considerevoli (700 mm annui circa) ma distribuite su un numero di giorni piuttosto limitato (52 giorni annui di media circa).
| Staz. di Meynes (1948-1999)      | Gen  | Feb  | Mar  | Apr  | Mag  | Giu  | Lug  | Ago  | Set  | Ott   | Nov  | Dic  | Anno  |
| -------------------------------- | ---- | ---- | ---- | ---- | ---- | ---- | ---- | ---- | ---- | ----- | ---- | ---- | ----- |
| Temp. minima media (°C)          | 1,9  | 2,6  | 4,9  | 7,1  | 10,8 | 14,1 | 16,9 | 16,3 | 13,9 | 9,9   | 5,4  | 2,8  | 9,5   |
| Temp. media minima estrema (°C)  | -3,8 | -2,8 | -0,6 | 1,4  | 5,6  | 9,2  | 12,4 | 11,8 | 8,6  | 4,1   | -0,7 | -3,5 |       |
| Temp. media massima (°C)         | 10,4 | 12,2 | 15,6 | 18,7 | 23,1 | 27,3 | 30,6 | 29,7 | 25,7 | 20,3  | 14,3 | 10,9 | 19,9  |
| Temp. media massima estrema (°C) | 16,6 | 18,8 | 22,3 | 25,4 | 29,7 | 33,8 | 35,8 | 35,1 | 31,3 | 26,1  | 20,9 | 17,1 |       |
| Precipitazioni (mm)              | 59,9 | 52,3 | 54,4 | 55,4 | 60,5 | 37,8 | 21,2 | 40,0 | 76,0 | 107,1 | 73,1 | 63,4 | 701,1 |
| Giorni di pioggia                | 4,9  | 4,7  | 4,8  | 5,5  | 4,4  | 3,4  | 1,7  | 3,4  | 4,3  | 5,5   | 4,8  | 4,8  | 52,2  |

## Storia

### Storia antica e medievale
Fu colonia di Massalia fino al 49 a.C., anno in cui venne conquistata dai Romani che la inglobarono nella Narbonense. Alla caduta dell'Impero Romano d'Occidente passò, insieme a tutta la Provenza, prima ai visigoti, poi agli ostrogoti di Odoacre. Nel VI secolo Tarascona fu annessa al Regno franco, ricevendo da Clodoveo speciali franchigie. Seguì, successivamente, le sorti della regione di appartenenza, che passò prima ai borgognoni, poi agli aragonesi e infine agli angioini che la elevarono a contea e la governarono come un vero e proprio Stato sovrano, anche se formalmente infeudato al Sacro Romano Impero. Città di confine (sulla riva destra del Rodano iniziava infatti il Regno di Francia), Tarascona vide accresciuta la propria importanza strategica e dotata, nella prima metà del Quattrocento, di un possente castello voluto da Renato d'Angiò che ne fece la propria residenza preferita. Nel 1481 la città e l'intera Provenza entrarono definitivamente a far parte del Regno di Francia.

### Storia moderna e contemporanea
A partire dal XVII secolo Tarascona si trasformò in un luogo di detenzione e in città militare. Nel 1649 vi furono rinchiusi dei prigionieri spagnoli e nel XVIII secolo, a varie riprese (1757, 1778-1779, 1793) anche prigionieri britannici e di altre nazionalità. Subito dopo la Rivoluzione francese vennero perpetrati all'interno del castello due massacri, uno di francesi repubblicani (1795) e, un paio di anni più tardi, di simpatizzanti monarchici. Nel 1816 il castello venne trasformato, dal dipartimento delle Bocche del Rodano, che ne aveva all'epoca la proprietà, in un carcere per detenuti comuni e funzionò come tale fino al 1926. Sempre nel Seicento, Tarascona ricevette l'autorizzazione dall'intendente reale di Provenza (1695), di costruire delle caserme per alloggiare i reparti militari che ripetutamente transitavano per la città, luogo di passaggio quasi obbligato per le truppe che da Parigi o da Lione erano dirette in Provenza o che dovevano compiere il cammino inverso. Venne a tale proposito edificato, fra il 1718 e il 1757 un intero quartiere-caserma conosciuto oggi con il nome di Kilmaine, in onore di un eroe della rivoluzione francese, Charles de Kilmaine, di origine irlandese, scomparso nel 1799. Tale quartiere, ancora visibile e in attesa di passare al comune di Tarascona in virtù di una legge del 1810, si articolava in una serie di edifici a due piani raggruppati attorno a tre ampi cortili interni, due destinati alla fanteria e uno alla cavalleria. Quest'ultimo era dotato di scuderie e, a partire dal 1846, anche di un maneggio. Il quartier Kilmane poteva dare alloggio a 1275 uomini e a 500 cavalli, che costituivano una fonte di reddito non trascurabile per una cittadina che, all'epoca, contava poche migliaia di abitanti. Nell'Ottocento ospitò un distaccamento di dragoni e, ai primi del Novecento, un reggimento di ussari. Il 30 giugno 2006 ha chiuso definitivamente i battenti e da quel momento Tarascona ha perso ogni importanza militare

## Leggende e tradizioni: Marta di Betania e la Tarasca
Secondo la leggenda, Marta di Betania e sua sorella Maria, raggiunsero le coste provenzali nell'anno 48 per sfuggire alle persecuzioni in patria. Approdarono nella Camargue, dove oggi sorge Saintes-Maries-de-la-Mer. Tale zona era infestata dalla Tarasca, un mostro che devastava le campagne circostanti e la cui tana era situata nel letto del fiume Rodano. Venne ammansito da Santa Marta con le preghiere: ad ogni preghiera il mostro diventava più piccolo fino ad arrivare a dimensioni tali da risultare innocuo. Marta lo condusse allora nella città di Tarascona dove i cittadini terrorizzati lo uccisero. Ancora oggi la morte della Tarasca è celebrata a Tarascona l'ultima domenica di giugno. Sempre secondo la leggenda la Tarasca è all'origine del nome della città.

## Società

### Evoluzione demografica

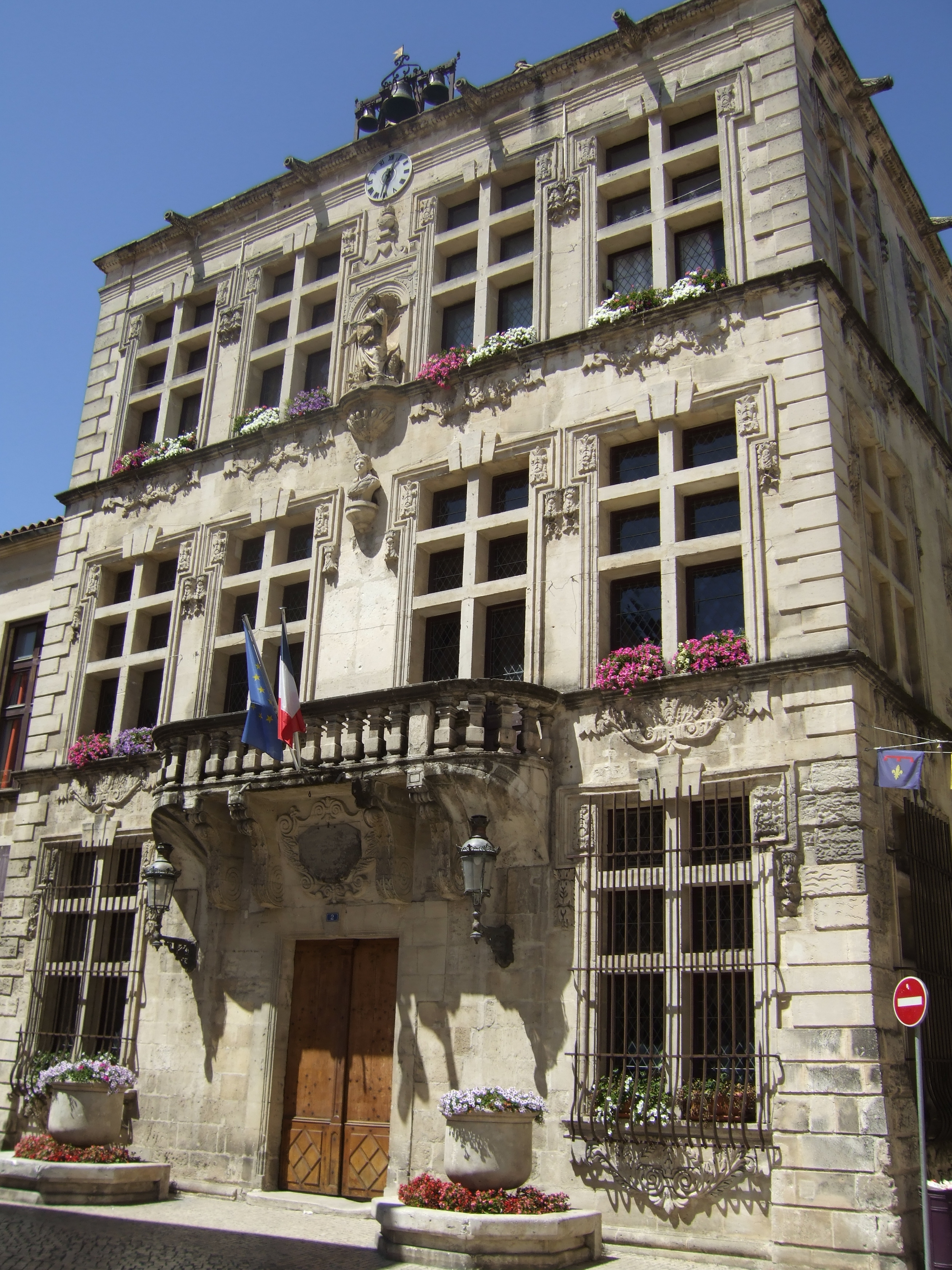
Il Palazzo comunale di Tarascona

Abitanti censiti

## Monumenti e luoghi d'interesse

### Il castello medioevale

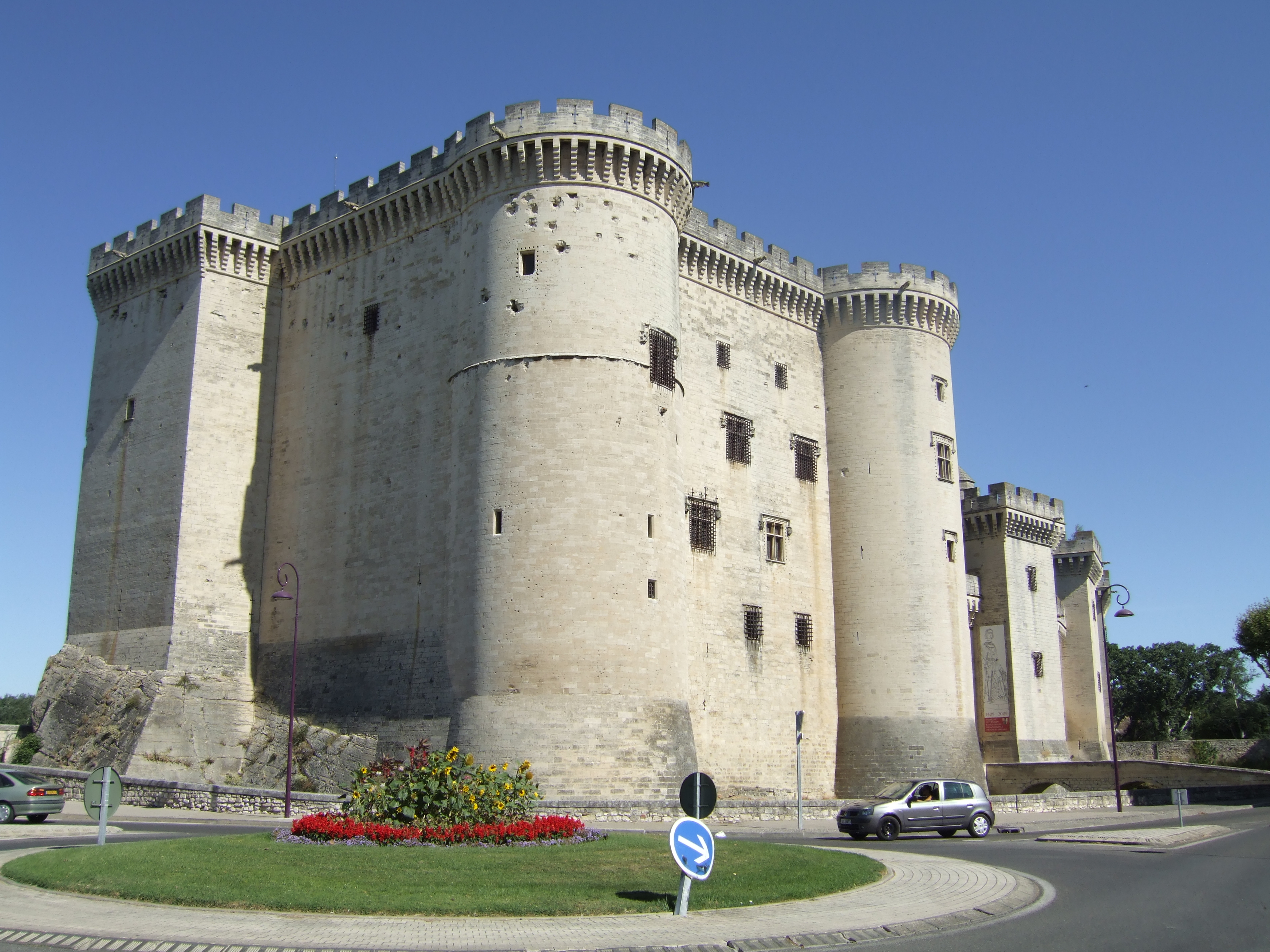
Il castello del re Renato d'Angiò

La costruzione dell'attuale castello di Tarascona fu iniziata nel 1401 da Luigi II d'Angiò, dopo che il precedente fu distrutto. La costruzione continuò ad opera del suo primo figlio, Luigi III d'Angiò e fu completata nel 1449 dal suo secondo figlio Renato d'Angiò.
Il castello diventò una prigione nel XVII secolo, fino a quando fu acquisito dallo stato nel 1932.

### La chiesa collegiale

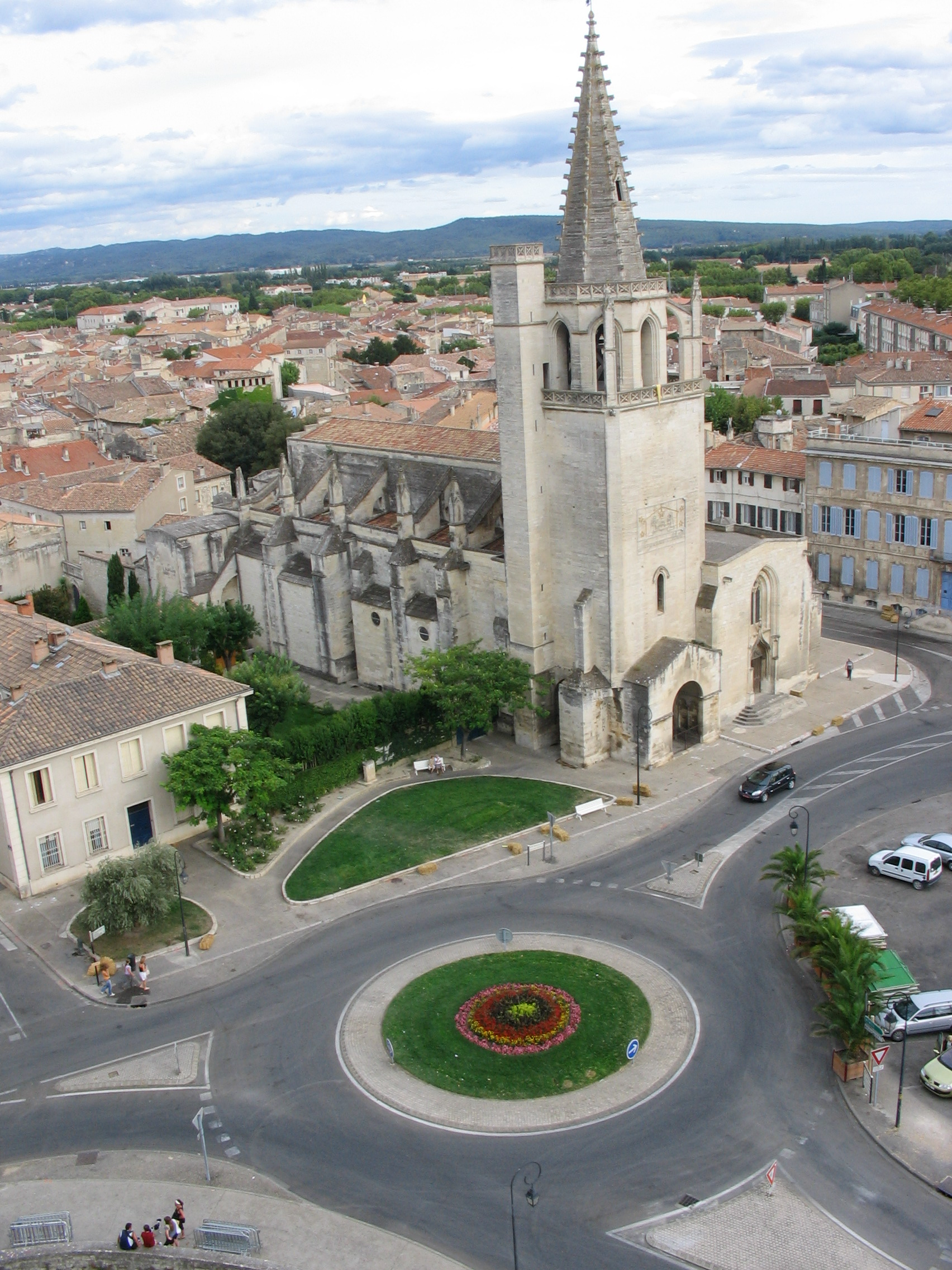
Chiesa di Santa Marta

La chiesa collegiale di Santa Marta è il luogo dove, secondo la tradizione locale, è sepolta Marta di Betania. La chiesa fu costruita per metà nel XII secolo in stile romanico e per metà in stile gotico nel XIV secolo. La cripta è datata III secolo.

### L'abbazia di San Michele
Nel territorio comunale sorge l'Abbazia di Saint-Michel de Frigolet, complesso abbaziale risalente al XII secolo.

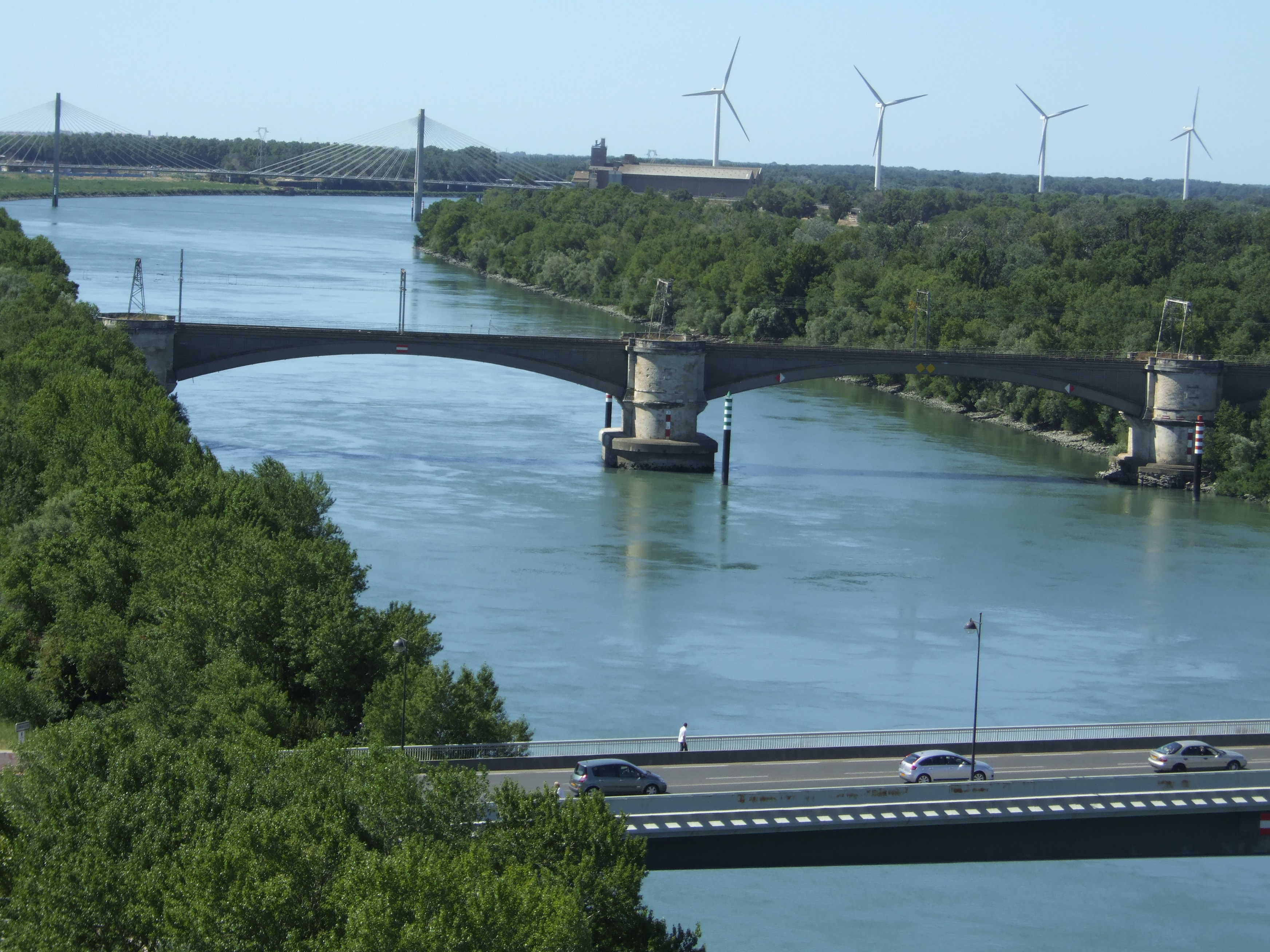
Il Rodano a Tarascona

## Amministrazione

### Gemellaggi
- Beit She'an - Israele
- Elmshorn - Germania (1987)
- Fraga - Spagna
- Neviano degli Arduini - Italia
- Porrentruy - Svizzera